# Аустралазија на Олимпијским играма
Аустралазија се два пута појавила на Олимпијским играма 1908. и 1912. године. Овај тим је био састављен од спортиста који су представљали Аустралију и Нови Зеланд. Када су после Првог светског рата олимпијске игре обновљене, ове две нације су поново почеле да шаљу засебно своје спортисте на олимпијске игре.

## Медаље
Спортисти који су представљали Аустралазију су на олимпијским играма освојили укупно 12 медаља. Од ових 12 медаља три медаље су освојили спортисти из Новог Зеланда а девет медаља су освојили спортисти из Аустралије.

### Учешће и освојене медаље на ЛОИ
| Учешће и освојене медаље Аустралазије на ЛОИ |                 |        |      |      |        |       |        |        |        |         |
| ЛОИ                                          | Носилац заставе | Учешће | Муш. | Жене | спорт. | Злато | Сребро | Бронза | Укупно | Пласман |
| 1908 Лондон                                  | Хенри Мари      | 30     | 30   | 0    | 6      | 1     | 2      | 2      | 5      | 11.     |
| 1912 Стокхолм                                | Малком Чемпион  | 25     | 23   | 2    | 4      | 2     | 2      | 3      | 7      | 12.     |
| Укупно 2                                     |                 | 55     | 53   | 2    |        | 3     | 4      | 5      | 12     |         |

### Освајачи медаља на ЛОИ
| Бр. | Мед. | Име(на) | Игре           | Спорт    | Дисциплина         | Ж | М |
| 1.  |      | Phil Carmichael, Charles Russell, Ден Керол, Jack Hickey, Frank Smith, Chris McKivat, Arthur McCabe, Thomas Griffen, Jumbo Barnett, Patrick McCue, Sydney Middleton, Том Ричардс, Malcolm McArthur, Charles McMurtrie, Робет Крег | 1908. Лондон   | Рагби    | Рагби              |   | M |
| 2.  |      | Фани Дирак | 1912. Стокхолм | Пливање  | 100 м слободно     | Ж |   |
| 3.  |      | Лес Бордман, Малком Чемпион, Сесил Хили Харолд Хардвик | 1912. Стокхолм | Пливање  | 4 х 200 м слободно |   | М |
| 1.  |      | Реџиналд Бејкер | 1908. Лондон   | Бокс     | средња             |   | М |
| 2.  |      | Франк Борепер | 1908. Лондон   | Пливање  | 400 м слободно     |   | М |
| 3.  |      | Мина Вајли | 1912. Стокхолм | Пливање  | 100 м слободно     | Ж |   |
| 4.  |      | Сесил Хили | 1912. Стокхолм | Пливање  | 100 м слободно     |   | М |
| 1.  |      | Франк Борепер | 1908. Лондон   | Пливање  | 1.500 м слободно   |   | М |
| 2.  |      | Хари Кер | 1908. Лондон   | Атлетика | 3.500 м ходање     |   | М |
| 3.  |      | Харолд Хардвик | 1912. Стокхолм | Пливање  | 400 м слободно     |   | М |
| 4.  |      | Харолд Хардвик | 1912. Стокхолм | Пливање  | 1.500 м слободно   |   | М |
| 5.  |      | Ентони Вајлдинг | 1912. Стокхолм | Тенис    | појединачно        |   | М |

### Преглед учешћа спортиста и освајача медаља по спортовима на ЛОИ
| #  | Спорт          | Период | Период   | Укупно | Мушки | Жене |   |   |   |    |
| #  | Спорт          | Прво   | Последње | Укупно | Мушки | Жене |   |   |   |    |
| -- | -------------- | ------ | -------- | ------ | ----- | ---- | - | - | - | -- |
| 1. | Атлетика       | 1908   | 1912     | 14     | 14    | 0    | 0 | 0 | 1 | 1  |
| 2. | Бокс           | 1908   | 1908     | 1*     | 1     | 0    | 0 | 0 | 1 | 0  |
| 3. | Веслање        | 1912   | 1912     | 10     | 10    | 0    | 0 | 0 | 0 | 0  |
| 4. | Пливање        | 1908   | 1912     | 13     | 11    | 2    | 2 | 3 | 3 | 8  |
| 5. | Рагби          | 1908   | 1908     | 15     | 15    | 0    | 1 | 0 | 0 | 1  |
| 6. | Скокови у воду | 1908   | 1908     | 1*     | 1     | 0    | 0 | 0 | 0 | 0  |
| 7. | Стрељаштво     | 1908   | 1908     | 1      | 1     | 0    | 0 | 0 | 0 | 0  |
| 8. | Тенис          | 1912   | 2012     | 1      | 1     | 0    | 0 | 0 | 1 | 1  |
|    | Укупно 8       |        |          | 54*    | 52*   | 2    | 3 | 4 | 5 | 12 |

- Такмичар Реџиналд Бејкер такмичио се у три спорта: пливању, боксу и скоковима у воду а у збиру учесника приказан је само једном  код пливања.

Разлика у горње две табеле од јеног учесника настала је у овој табели јер је сваки спортиста без обриза колико је пута учествовао на играма и у колико разних дисциплина и спортова на истим играма рачунат само једном.

## Занимљивости
- Најмлађи учесник: Ден Керол, 16 година и 252 дана Лондон 1908. рагби
- Најстарији учесник: Roger Fitzhardinge, 33 годин и 116 дана Стокхолм 1912. веслање
- Највише учешча: 1 свих 55 учесника учетвовало је и само једном
- Највише медаља:3 Харолд Хардвик (1 зл, 2 бр)
- Прва медаља: Франк Борепер  пливање (1908.)
- Прво злато: Франк Борепер  пливање (1908.)
- Најбољи пласман на ЛОИ: 11 (1908.)